# Bolschaja Jerjoma
Die Bolschaja Jerjoma (russisch Большая Ерёма; Большая Ерма Große Jerjoma) ist ein linker Nebenfluss der Unteren Tunguska in der Oblast Irkutsk und in der Region Krasnojarsk im asiatischen Teil von Russland.
Die Bolschaja Jerjoma entsteht in einer Sumpflandschaft im Ewenkijski rajon am Zusammenfluss ihrer beiden Quellflüsse, der Linken (17 km lang) und der Rechten Jerjoma (28 km lang), auf einer Höhe von etwa 400 m. Sie fließt in überwiegend östlicher Richtung in einem tief eingeschnittenen Tal durch den westlichen Teil des Mittelsibirischen Berglands in die Oblast Irkutsk, wo sie 100 km südlich von dem Verwaltungszentrum Jerbogatschon in die nach Norden strömende Untere Tunguska mündet. Größere Nebenflüsse sind Jerjomakan und Altyb von links sowie die Bolschaja Tschaika von rechts.
Die Bolschaja Jerjoma hat eine Länge von 383 km. Sie entwässert ein Areal von 13.500 km². Der Fluss wird von Regen als auch von der Schneeschmelze gespeist.